# 阿尔比斯山麓豪森
阿尔比斯山麓豪森（德語：Hausen am Albis）是瑞士联邦苏黎世州阿福尔特恩区的市镇。该市镇面积为13.64平方千米，海拔高度611米，2018年12月31日人口数为3,701。

## 外部連結
- 阿尔比斯山麓豪森官方网站 （页面存档备份，存于） （德文）